# Kiss & Tell
Kiss & Tell је дебитански албум америчке групе Селена Гомез & Сцена. Албум је објављен 29. септембра 2009. године преко Холивуд Рекордса. Албум је састављен углавном од поп рок и електронског рока, а Гомезова цитира бендове као што је Форевер тхе Сицкест Кидс као утицај на албум. Тед Брунер и Треј Витетое су обимно радили на снимку са Гомезовом, продуцирајући више нумере. Гомезова је радила са Гином Шок на неколико песама за албум, док је Рок Мафија снимао две песме албума.
Након објављивања, Kiss & Tell је добио позитиван пријем од музичких критичара. Неки критичари похвалили су албум због своје "забавне" природе, док су други критиковали Гомезове због њеног вокалног наступа. Рад Гине Шок на албуму добио је похвале од више критичара. Албум је добио комерцијални успех, улазећи у топ десет Билборд 200 у Сједињеним Државама. Продао је преко 900.000 примерака у земљи, чинећи га најпродаванијим албумом до сада. Касније је био сертификован Златно од стране РИАА. Kiss & Tell је ушао у топ двадесет у Уједињеном Краљевству, и био је Гомезов највећи пењајући албум у земљи до Revival (2015).
Пре Kiss & Tell претходио је главни сингл "Falling Down", који је објављен у августу 2009. Албум је постао умерени хит и био је снажно промовисан кроз Дизни канал. "Naturally" је пуштен као други сингл и често се сматра да је ударајући хит. Продао је више од два милиона примерака у Сједињеним Државама и достигао врхунац у десет земаља попут Уједињеног Краљевства. Kiss & Tell је углавном промовисан путем телевизијских наступа, а бенд се појавио на емисијама попут Плес за звездама за извођење песама из албума. Група је била и на турнеји Селена Гомез и Сцена: Уживо на концерту турнеју широм Сједињених Држава 2009. и 2010. године, наступајући и са новим и старим песмама.